# Château de Passy-Véron
Le château de Passy (dit parfois château de Passy-Véron) est un château situé à Passy, en France.

## Localisation
Le château est situé dans le département français de l'Yonne, dans la commune de Passy, à la sortie Nord du village.

## Histoire et description

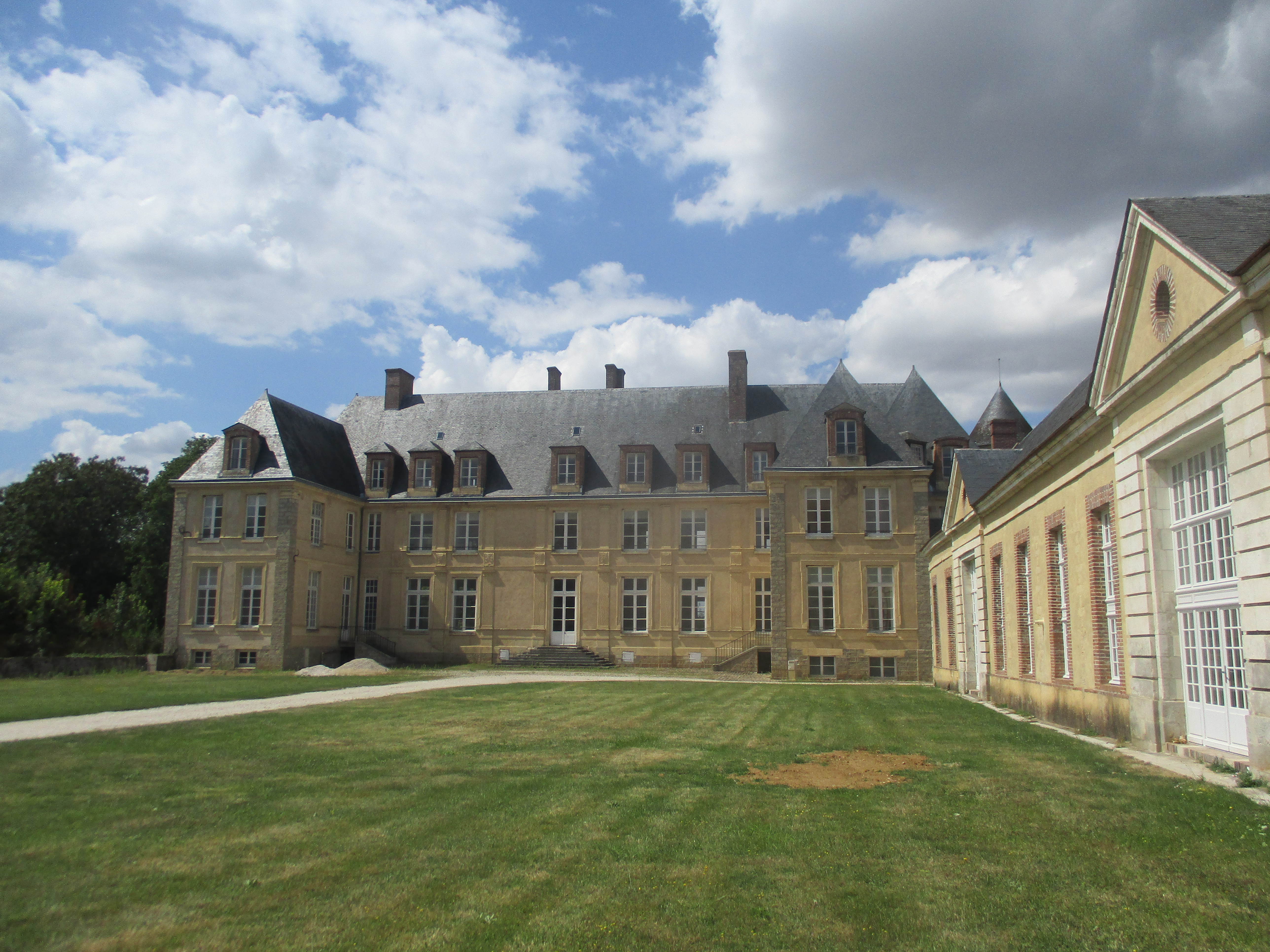
Façade de la cour d'honneur, à droite l'ancienne orangerie, aile sud des communs.

Le château en forme de U, avec un corps de logis à fronton en façade et deux ailes en avancée au levant, est d'architecture classique du XVIIe siècle de style Louis XIII, donnant sur la cour d'honneur, tandis que la façade Ouest donne sur ce qu'il reste de l'ancien parc (et au delà vers l'Yonne),  avec une tourelle à l'angle Sud-Ouest. Les communs à droite de la cour d'honneur s'organisent comme un quadrilatère autour d'une vaste cour carrée. On y accède par une porte anciennement à pont-levis au dessus des anciennes douves. Une longue allée bordée d'arbres mène à la cour d'honneur.
À la Révolution, le château appartenait au financier Antoine Mégret (fils d'Antoine Mégret d'Etigny), comte de Sérilly (cf. son hôtel parisien), qui périt en 1794 sur l'échafaud avec toute sa famille en même temps que Madame Élisabeth, sœur de Louis XVI. Seule sa femme, née Anne-Louise de Domangeville, fut épargnée, parce qu'elle se croyait enceinte. Elle se remaria en 1796 avec François de Pange puis avec Anne-Pierre de Montesquiou-Fézensac.
Le château abrite un hôpital militaire pendant la Première Guerre mondiale. L'édifice est inscrit au titre des monuments historiques en 1926. Il accueille longtemps dans ses murs une colonie de vacances, avant d'être vendu au début du XXIe siècle comme copropriété d'appartements privés. Les communs ont été réhabilités pour être vendus aussi par lots en appartements les uns à côté des autres. L'ensemble ne se visite pas. Tous les intérieurs, sauf l'escalier d'époque, ont été remaniés.

## Illustrations

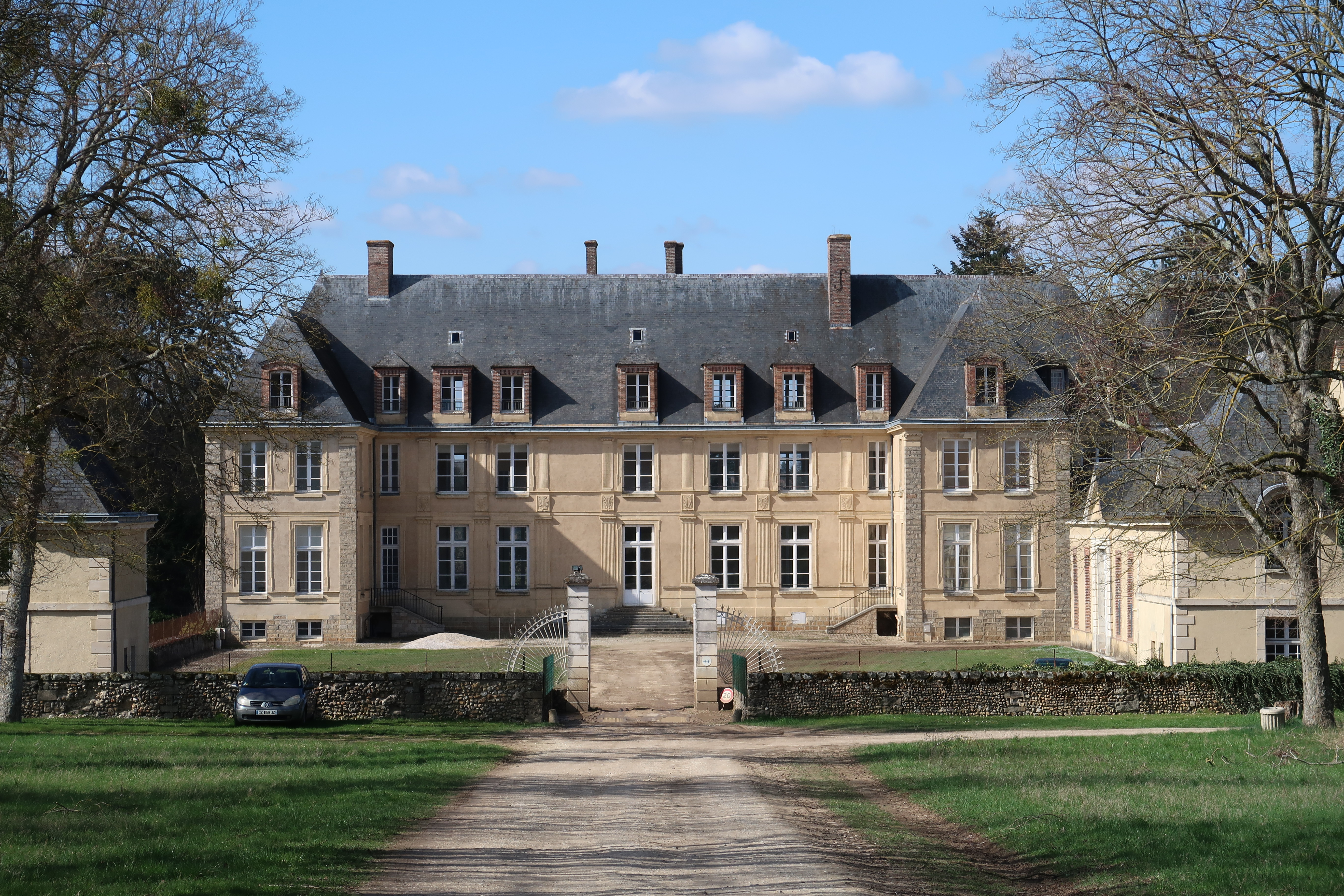
Façade est
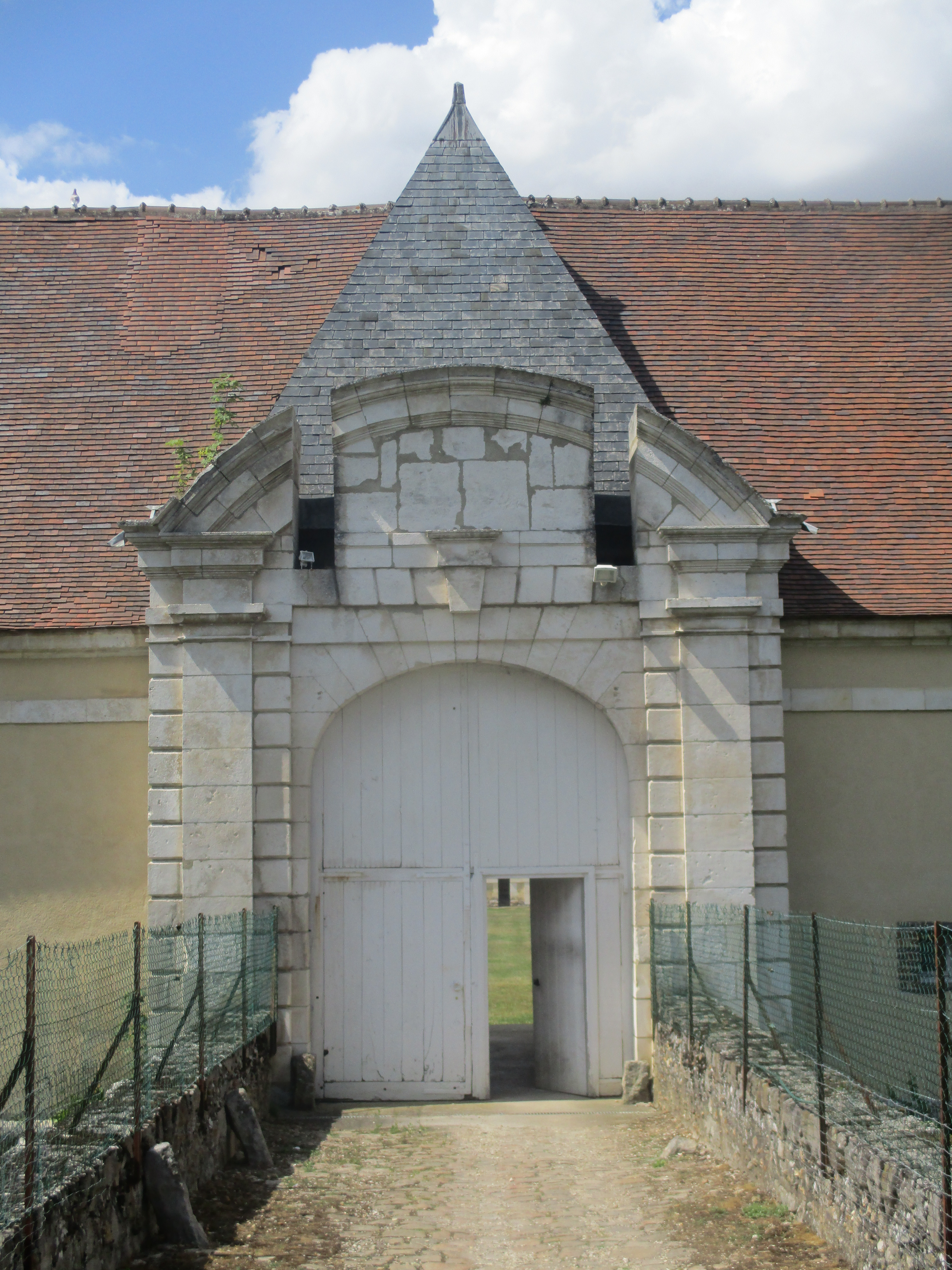
Porte des communs anciennement à pont-levis, aile est des communs
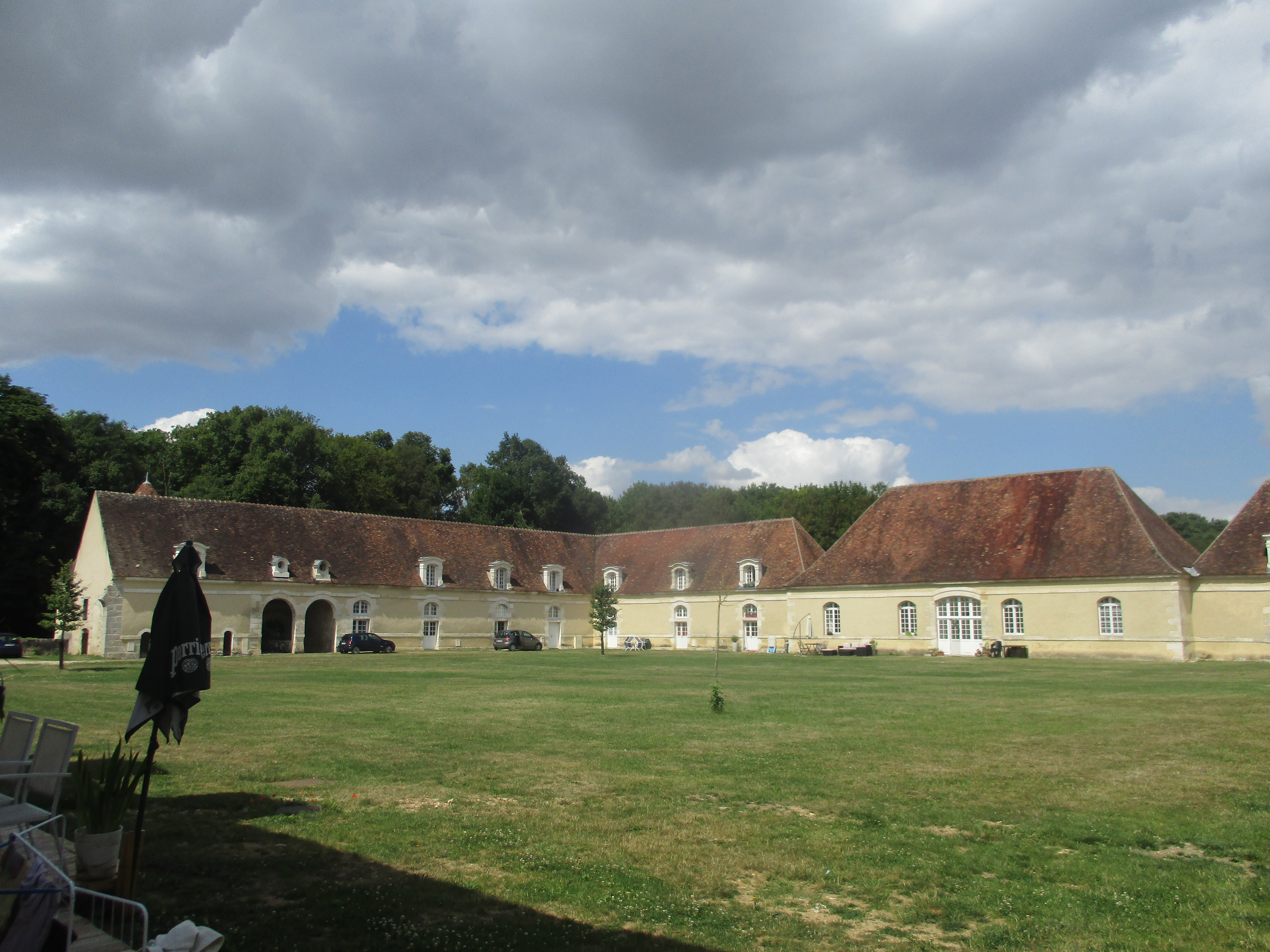
Communs du château aile ouest
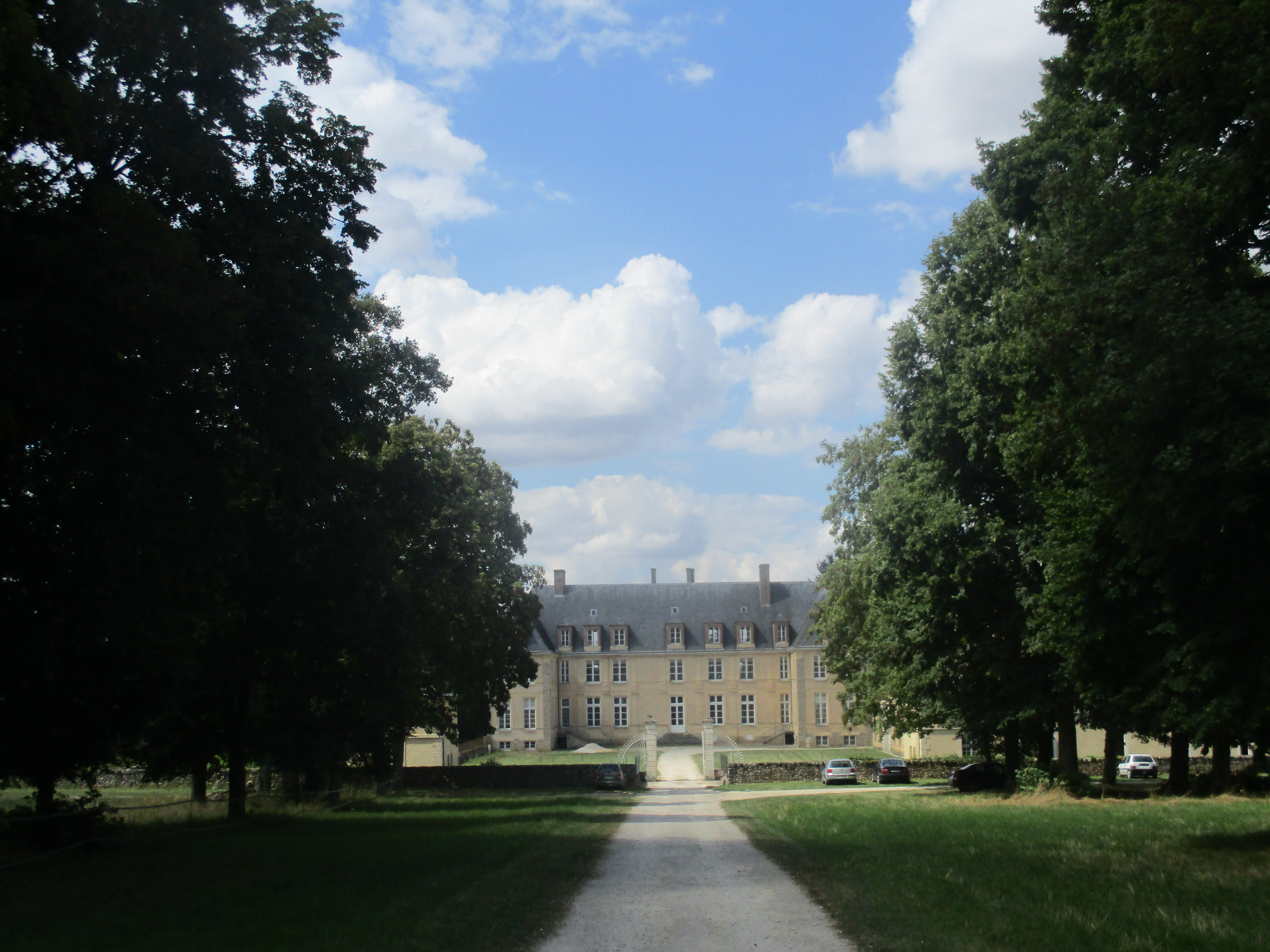
Allée du château